# Дрозденко Олексій Митрофанович
Олексій Митрофанович Дрозденко (28 лютого 1941, Чистякове, Сталінська область, УРСР — 15 грудня 2024) — радянський український футболіст та тренер, захисник, майстер спорту СРСР (1964), заслужений тренер України (1997).

## Кар'єра гравця
Футболом Дрозденко розпочав займатися на вулицях рідного містечка Чистякове. Через деякий час прийшов на перегляд в юнацьку команду місцевого «Шахтаря», але відбір не пройшов. Потім грав за футбольний колектив шахти «Волинська» та команду гірничого технікуму, де на чіпкого, самовідданого в грі молодого захисника, звернули увагу тренери чистяковского «Шахтаря» й незабаром запросили до головної команди міста.
У 1961 році в складі збірної області брав участь у товариському матчі проти донецького «Шахтаря», відіграв поєдинок спокійно й надійно. Після гри в роздягальню зайшов тренер донецького клубу Олег Ошенков і запропонував захиснику спробувати свої сили в головній команді Донбасу. Так, Олексій Дрозденко опинився в донецькому «Шахтарі», за який виступав майже 10 років.
Дебютував в основному складі гірників 8 вересня 1962 року, в матчі «Шахтар» — «Жальгіріс», замінивши Володимира Салькова. У цьому ж сезоні донецький клуб виграв Кубок СРСР, але молодий захисник в матчах за почесний трофей участі не брав. Вже з наступного сезону, Дрозденко став регулярно з'являтися в основному складі команди й згодом, застовпивши за собою місце центрального захисника, став лідером оборони гірників. Входив до списків «33-х найкращих» футболістів УРСР (1964-№ 2, 1966-№ 3, 1968-№ 3). У 1971-1972 роках виводив команду на поле з капітанською пов'язкою.
Закінчив активні виступи Олексій Дрозденко в 1972 році, 21 квітня в матчі чемпіонату СРСР проти команди «Алга» (Фрунзе), захисник провів свій останній офіційний матч у футболці донецького «Шахтаря».
Помер 15 грудня 2024 року на 84-му році життя.

## Кар'єра тренера
Після закінчення кар'єри гравця, в 1975-1978 роках працював на посаді директора ДЮСШ при команді майстрів «Шахтар» (Донецьк).
З 1979 року по 1983, працював у тренерському штабі головної команди Донбасу, де виконував обов'язки асистента головного тренера, займався селекційною роботою. У 1984 році знову очолив донецьку ДЮСШ.
З 1989 по 2003 рік знову входить в тренерський штаб рідної команди. У вересні 1999 року, після того як пост наставника команди залишив Анатолій Бишовець, був призначений виконуючим обов'язки головного тренера, очолюючи команду до кінця року.
З 2004 року був на посаді фахівця СДЮШОР ФК «Шахтар» (Донецьк) з роботи з філіями.
З 2008 року працював старшим тренером, спортивним директором ДЮФК «Олімпік» (Донецьк).

## Освіта
Закінчив Ворошиловградський державний педагогічний інститут імені Тараса Шевченка.

## Досягнення

### Індивідуальні
- У списку 33-х найкращих футболістів Української РСР - № 2 (1964), № 3 (1966, 1968)

### Візнаки
- Майстер спорту СРСР
- Заслужений тренер України